# NGC 1643
NGC 1643 est une galaxie spirale située dans la constellation de l'Éridan. NGC 1643 a été découverte par l'astronome germano-britannique William Herschel en 1786.

## Caractéristiques
Sa vitesse par rapport au fond diffus cosmologique est de 4 834 ± 4 km/s, ce qui correspond à une distance de Hubble de 71,3 ± 5,0 Mpc (∼233 millions d'al).
La classe de luminosité de NGC 1643 est II-III et elle présente une large raie HI.

## Supernova
Deux supernovas ont été découvertes dans NGC 1643 : SN 1995G et SN 1999et.

### SN 1995G
Cette supernova a été découverte le 23 février 1995 par l'astronome amateur australien Robert Evans ainsi que par J. Shobbrook et S. Beaman qui utilisaient le télescope de 1 mètre de l'Université nationale australienne de l'observatoire de Siding Spring. Cette supernova était de type IIP. 

### SN 1999et
Cette supernova a été découverte le 4 novembre 1999 par Enrico Cappellaro de l'Observatoire astronomique de Padoue. Cette supernova était de type II.